# The Quarrymen
The Quarrymen var en skiffle- och rockgrupp från engelska Liverpool bildad 1956 av bland andra John Lennon. Bandet blev senare världsberömt under namnet The Beatles.

## Historik
Bandet bildades december 1956 av John Lennon, Colin Hanton, Len Garry och Rod Davis.
The Quarrymen tog sitt namn från Quarry Bank High School som Lennon och övriga bandmedlemmar läste vid. Lennons mor, Julia Lennon, undervisade Lennon och Eric Griffiths hur man stämde sina gitarrer på samma sätt som en banjo, och lärde dem enkla ackord och sånger. Efter att ha startat bandet The Blackjacks och först därefter upptäckt att det redan fanns en annan grupp med det namnet, föreslog Pete Shotton namnändring till The Quarrymen, efter en rad i Quarry Banks skolsång.
The Quarrymen spelade på fester, skoldanser, på en biograf och amatörskiffletävlingar, innan Paul McCartney i oktober 1957 gick med i bandet. George Harrison anslöt sig på McCartneys insisterande året därpå, trots att Lennon tyckte att Harrison var alldeles för ung. Vid det laget var endast Lennon och Hanton kvar från originalsättningen ett drygt år tidigare, och Colin Hanton skulle så småningom få ge plats för först Pete Best och därefter Ringo Starr; nu hade bandet också bytt namn (se nedan).
The Quarrymens första inspelning på skiva skedde under 1958 – "That'll Be the Day" (av Buddy Holly) och "In Spite of All the Danger" (av McCartney och George Harrison). Efter att Stuart Sutcliffe gått med i gruppen, föreslog han ett namnbyte till The Beatles. Först kallade de sig dock The Silver Beetles, innan de 1960 slutligen ändå hamnade på The Beatles.
Några i gruppen – Colin Hanton (1956–59, trummor), Len Garry (1956–58, basgitarr), Rod Davis (1956–57, banjo) och John Duff Lowe (1958, piano) – återförenades 1993 utan de kända Beatlesmedlemmarna och har sedan dess spelat som The Original Quarrymen.

## Bandmedlemmar
Nuvarande medlemmar
- Rod Davis – banjo (1956–57), gitarr, sång (1994–1995, 1997– )
- Len Garry – tvättbaljebas, gitarr, sång (1956–1958, 1997– )
- Colin Hanton – trummor (1956–1958, 1997– )

Tidigare medlemmar
- John Lennon – sång, gitarr (1956–1960; död 1980)
- Eric Griffiths – gitarr (1956–1958, 1997–2005; död 2005)
- Pete Shotton – tvättbräda (1956–1957, 1997–2000; död 2017)
- Paul McCartney – sång, gitarr (1957–1960)
- George Harrison – sång, gitarr (1958–1960; död 2001)
- Bill Smith – tvättbaljebas (1956)
- Ivan Vaughan – tvättbaljebas (1956–1958; död 1993)
- Nigel Walley – tvättbaljebas (1956)
- Ken Brown – gitarr (1959–1960; död 2010)
- Stuart Sutcliffe – basgitarr (1960; död 1962)
- John Duff Lowe – piano (1958), keyboard, sång (1994–1995, 2005–2024; död 2024)
- Chas Newby – basgitarr (2016–2023; död 2023 )

## Diskografi
Album
- Open For Engagements (1995)
- Get Back - Together (1997)
- Songs We Remember (2004)

Samlingsalbum
- The Dawn Of Modern Rock (1993)

Singlar
- "That'll Be The Day" / "In Spite of All the Danger" (1958)